# Otto Mühlbock

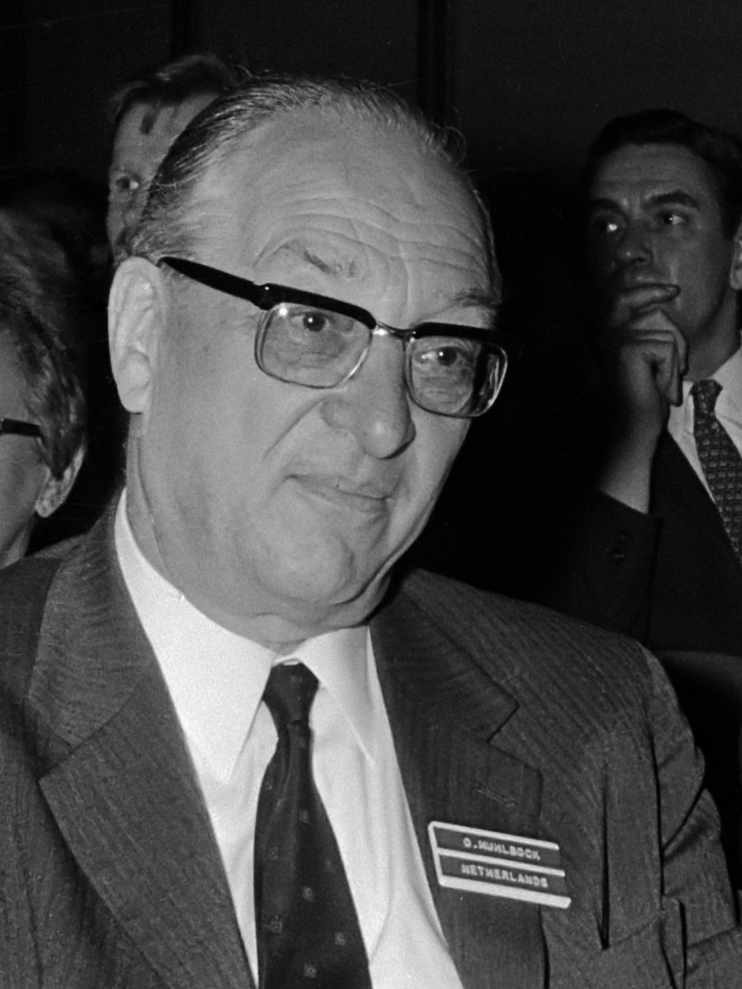
Otto Mühlbock (1971)

Otto F. E. Mühlbock (* 4. Januar 1906 in Berlin; † 18. Juni 1979 in Amsterdam) war ein deutschstämmiger niederländischer Krebsforscher und Endokrinologe.
Mühlbock wurde 1927 an der Universität Berlin in Chemie promoviert und 1933 nochmals in Medizin (Gynäkologie, Endokrinologie). 1934 zog er in die Niederlande, wo er bei E. Laqueur am Pharmakologischen Labor der Universität Amsterdam arbeitete. Im Zweiten Weltkrieg musste er untertauchen und  war nach dem Krieg am niederländischen Krebsforschungsinstitut, dem er 33 Jahre angehörte, ab 1948 als Leiter der Abteilung Biologie. 1958 wurde er Professor für experimentelle Onkologie an der Universität Amsterdam.
Er befasste sich insbesondere mit der Induktion von Tumoren in Mäusen durch Manipulation des Hormonhaushalt und Tumorviren wie dem MTV (Mammary Tumor Virus) bei Mäusen, einem RNA Virus. Er entwickelte spezielle Mausstämme, an denen er durch MTV ausgelösten Brustkrebs in Mäusen studieren konnte.
1979 erhielt er den Paul-Ehrlich-und-Ludwig-Darmstaedter-Preis. 1965 wurde er Mitglied der Königlich Niederländischen Akademie der Wissenschaften und 1979 Ehrenmitglied der American Association for Cancer Research. 1958 bis 1966 leitete er die Kommission für Krebsforschung der Union internationale contre le cancer und er leitete viele Jahre das wissenschaftliche Beratungsgremium der niederländischen Gesellschaft für Krebsbekämpfung.

## Schriften
- Die weiblichen Sexualhormone in der Pharmakotherapie, Bern 1948